# Dom Rekolekcyjny pod Opieką św. Józefa w Czechowicach-Dziedzicach
Dom Rekolekcyjny pod Opieką św. Józefa – dom rekolekcyjny prowadzony przez jezuitów (Towarzystwo Jezusowe) w Czechowicach-Dziedzicach w diecezji bielsko-żywieckiej, w województwie śląskim.

## Charakterystyka działalności
Dom Rekolekcyjny pod Opieką Św. Józefa w Czechowicach-Dziedzicach, potocznie przez Czechowiczan zwany życzliwie Klasztorem, prowadzi ignacjańską działalność rekolekcyjną w tak w ścisłym rozumieniu słowa, jak i rozszerzonym. W znaczeniu ściśle ignacjańskim chodzi o udzielanie – w milczeniu, z kierownictwem indywidualnym – Ćwiczeń duchownych św. Ignacego Loyoli. W znaczeniu szerszym są to wszelkie prowadzone skupienia, rekolekcje, sesje tematyczne podejmowane w związku z chrześcijańską refleksją i w wierności duchowości wspomnianego Założyciela Towarzystwa Jezusowego. Działalność skierowana jest tak do osób świeckich, jak i duchownych. Najczęściej oferowane są rekolekcje ośmiodniowe, pięciodniowe oraz sesje trzydniowe, jakkolwiek przy odpowiednich warunkach istnieje możliwość czy to skupień jednodniowych czy to rekolekcji pełnych trzydziestodniowych. Jednocześnie prowadzona jest działalność typowa duszpasterska, kierownictwa duchowego, jak również wydawnicza.

## Historia
Uznawany za najstarszy, przynajmniej z obecnie działających w Polsce, jezuicki Dom Rekolekcyjny pod Opieką Św. Józefa – ma u zarania istnienia także symboliczną inwestyturę "polecenia papieskiego". Jezuici polscy w ramach odpowiedzi na papieski apel włączenia się Towarzystwa Jezusowego w walkę z negatywnymi w środowisku robotniczym skutkami dechrystianizującymi rozmaitych ruchów sprzeciwu przeciw nieludzkim warunkom pracy robotników w Czechowicach i Dziedzicach – zdecydowali o wybudowaniu tu Domu rekolekcyjnego. Lokalizacja powodowana była m.in. także dobrym podgórskim klimatem i bliskością centr przemysłowych, dla pracowników których Dom miał służyć. Grunty zakupiono w 1904 – a już 8 grudnia 1905 Dom rekolekcyjny zaczął oficjalną działalność. W ponad już stuletniej historii ośrodek przechodził różne formy działalności, poddany był przez okupantów mniej lub bardziej drastycznym ograniczeniom, niemniej zasadniczo zdecydowanie przez dłuższy czas prowadził swą działalność. Przez pewien czas wszakże w latach I wojny światowej nastąpił okres ograniczenia działalności rekolekcyjnej. Zaraz po tej wojnie jednak i przez cały czas tzw. okresu międzywojennego działalność toczyła się normalnie, ubogacona w dodatku innymi formami duszpasterskimi w okolicy. W ramach tej ostatniej wymienić należy szerzenie tak kultu św. Józefa, jak i św. Andrzeja Boboli, wraz ze współorganizowaniem historycznego pierwszego postoju Relikwii Świętego na Ziemiach Polski podczas sprowadzeniu ich z Rzymu; na dworcu w Dziedzicach 11 czerwca 1938 miała miejsce uroczystość pierwszego postoju w Polsce tych relikwii. Druga przerwa nastąpiła po wybuchu II wojny światowej. Działalność rekolekcyjna musiała być całkowicie przerwana, przy czym początkowo Niemcy zachowali możliwość od 2 września 1939 zwykłej pracy duszpasterskiej przy kaplicy. 10 kwietnia 1940 aresztowano wszakże 3 kapłanów i 3 braci zakonnych za "politykę wrogą wobec państwa niemieckiego", wywożąc ich do Dachau, następnie w budynku zamieszkali sami okupanci i urządzono w nim najpierw ośrodek przejściowy dla sprowadzanych z Niemiec osadników germanizujących, następnie od 1942 obóz karny dla Polek – matek z dziećmi. Pod koniec wojny Niemcy urządzili w domu zakonnym szpital wojskowy, który po wycofaniu Niemców został na krótko przejęty przez wojsko sowieckie.
Dość szybko wyremontowany przez jezuitów, którzy powrócili do własności po zakończeniu działań wojennych, został przywrócony także do działalności rekolekcyjnej, jakkolwiek znów w ograniczony sposób przez cały czas trwania PRL-u. Najtrudniejszy moment w tej historii przypadał w 1951 roku, gdy już miało być zadekretowane zarekwirowanie przez państwo tego domu. Ratunkiem okazało się pospieszne utworzenie maleńkiej parafii; w ten sposób rozszerzona została działalność czechowickich jezuitów, tak że parafia z czasem stała się drugą jezuicką jednostką znaczącą w mieście, również z racji kultu św. Andrzeja Boboli, ogłoszonego w 1999 patronem miasta Czechowice-Dziedzice.
Aż do lat siedemdziesiątych działalność domu musiała być ograniczona jedynie do rekolekcji dla duchowieństwa, jezuitów, sporadycznie małych grup (nieoficjalnie). Wszakże od początku lat siedemdziesiątych ub. wieku sytuacja ta sukcesywnie choć czasami nie w pełni legalnie była przełamywana przez stopniowe półoficjalne wprowadzanie nowych grup na rekolekcje, jak np. młodzieży najpierw kandydującej do zakonu, następnie bardziej ogólnie, z terenu diecezji itp. Odblokowanie natomiast działalności rekolekcyjnej z nietorpedowaną przez władze ofertą dla osób świeckich i to swobodnie, indywidualnie przyjeżdżających, nastąpiło na przełomie lat siedemdziesiątych i osiemdziesiątych ub. wieku, co znów było ewenementem w skali kraju, tak jak i samo zaistnienie Domu. Proces ten umacniał się w następnych latach – aż po stan dzisiejszy i perspektywy dalszego rozwoju ponadstuletniego Domu Rekolekcyjnego.